# Advanta Championships of Philadelphia 1995 - Doppio
Il doppio del torneo di tennis Advanta Championships Philadelphia 1995, facente parte del WTA Tour 1995, ha avuto come vincitrici Lori McNeil e Helena Suková che hanno battuto in finale Meredith McGrath e Larisa Neiland 4-6, 6-3, 6-4

## Teste di serie
1. Gigi Fernández /  Nataša Zvereva (quarti di finale)
2. Meredith McGrath /  Larisa Neiland (finale)

1. Gabriela Sabatini /  Brenda Schultz (primo turno)
2. Nicole Arendt /  Manon Bollegraf (quarti di finale)

## Tabellone

### Legenda
| - Q = Qualificato - WC = Wild card - LL = Lucky loser | - ALT = Alternate - SE = Special Exempt - PR = Protected Ranking | - w/o = Walkover - r = Ritirato - d = Squalificato |